# يوسف بن علي الخاطر
يوسف بن علي الخاطر سياسي ودبلوماسي قطري، يشغل حاليا منصب سفير دولة قطر لدى المملكة المتحدة منذ عام 2014م.

## المؤهلات العلمية
ماجستير إدارة الأعمال من الجامعة الأمريكية بواشنطن عاصمة الولايات المتحدة الامريكية.

## الخبرات العملية
- مدير التخطيط التربوي في وزارة التربية والتعليم في الدوحة - قطر.
- أمين عام اللجنة الوطنية القطرية للتعليم والعلوم والثقافة (اليونسكو).
- عمل في القنصلية العامة لدولة قطر في تكساس هيوستن للفترة 2008-2012.[2]
- سفيراً لدولة قطر لدى أستراليا للفترة 2012-2014، وسفير غير مقيم لنيوزليندا.
- سفيراً لدولة قطر لدى المملكة المتحدة من 2014م وما زال.